# 印第安諾波利斯 (米納斯吉拉斯州)
印第安诺波利斯（葡萄牙語：Indianópolis）是巴西米纳斯吉拉斯州的一个市镇。总面积833.87平方公里，总人口6244人，人口密度7.5人/平方公里。